# 久山田ダム

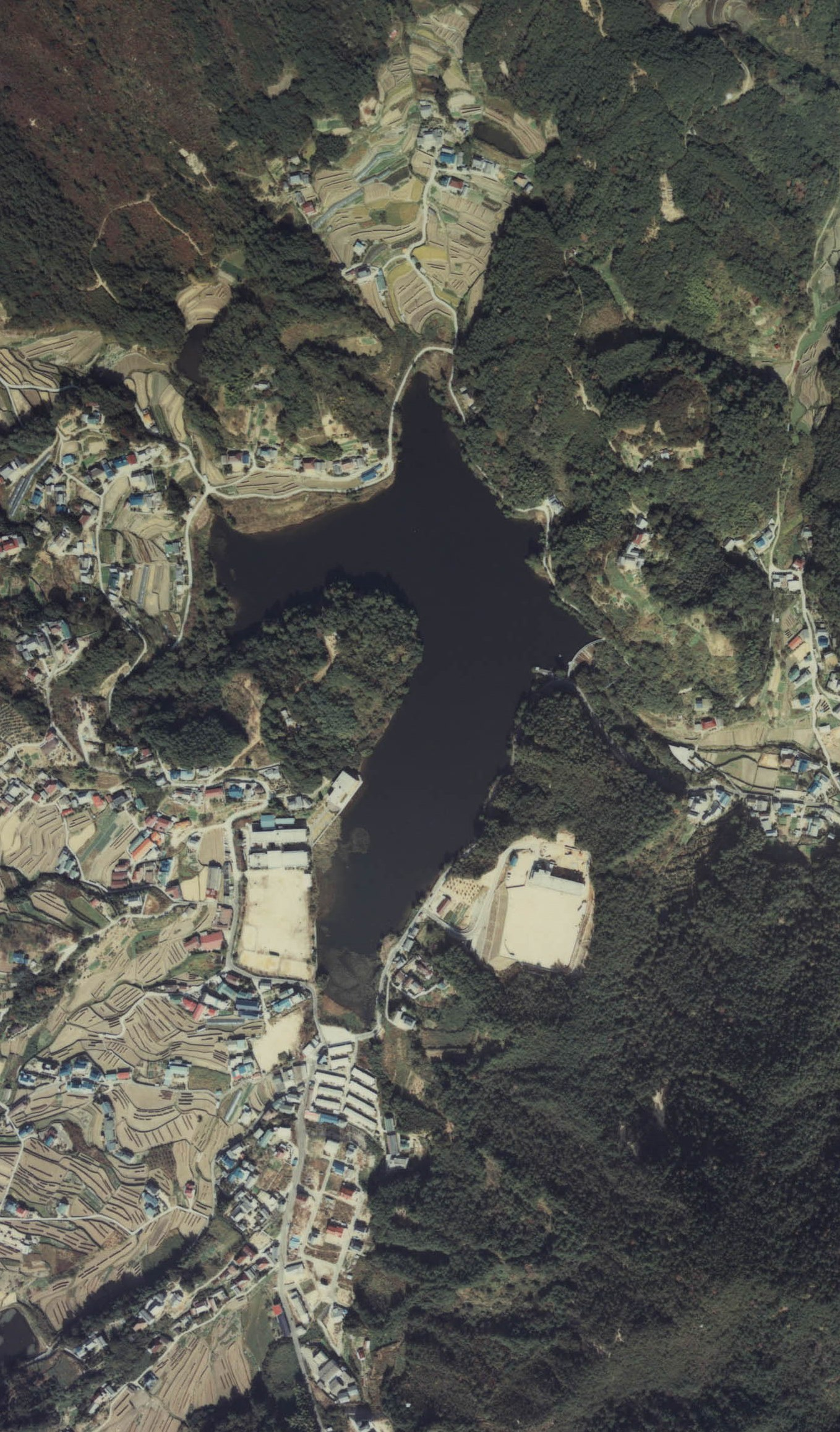
1981年。。

久山田ダム（ひさやまだダム）は、広島県尾道市久山田町にある二級河川栗原川水系門田川に建設されたダムである。

## 概要
1924年（大正13年）竣工（日本ダム協会『ダム便覧』より）。1925年（大正14年）3月竣工した尾道市上水道創設時からあるダムで、取水施設（水源地）として造られたダムである。
尾道市上水道の設計は、神戸市水道を布設計画した工学博士佐野藤次郎監修のもと元神戸市水道課長水野広之進技師が行なっており、長江浄水場と共にここの設計もその2者によるものである。「久山田貯水池堰堤」として国の登録有形文化財に登録されている。
ダム湖「久山田貯水池」は2013年現在で尾道市上水道唯一の現役使用されている自己水源である。堤体右岸に半円状の取水塔がある。計画取水量は2011年現在で5,000m3/日、計画高水位（HWL）+94.23m、計画低水位(LWL) +80.30m 。なお、尾道市は県水道「広島県沼田川水道用水供給事業」が全体で9割の供給量を賄っており、この久山田-長江系は残り1割の供給となっている。
南に尾道市立大学がある。

## 構造
アーチ式コンクリートダムのようにアールを描いている。躯体はコンクリートではなく、粗石の間にモルタルを詰め表面を石張でカバーしている「粗石モルタル積」になっている。『ダム便覧』では重力式コンクリートダムに分類され、登録有形文化財を管轄する文化庁の資料では重力式とアーチ式の複合型として記載されている。同心円の副ダムも備える。
以下に設計当時の諸元を示す。
- 堤高 : 73尺（22.1m）
- 堤長 : 262尺（79.3m）
- 有効容量 : 24,500,000立方尺（681,749m3）
- 流水面積 : 1,090,000坪（3,603,306m2）

## 経緯
尾道に上水道布設が計画された際に、まず井戸を水源として計画されたものの、候補となる井戸が見つからなかったことから中止となった。そこで貯水池を水源として布設する案が考え出され、1920年（大正9年）工学博士佐野藤次郎を顧問とし水野広之進を主任技師に任命し布設案が作成され、ここ久山田水源地が候補となった。1921年（大正10年）9月尾道市会で上水道布設を議決、1922年（大正11年）3月10日国から認可される。
1923年（大正12年）1月上水道工事着工、1925年（大正14年）3月上水道工事竣工、同年4月に上水道は通水開始した。上水道全体の全工事費1,277,312円のうちおよそ3/4にあたる1,035,000円（現在の価値で数億円規模）を地元出身の実業家山口玄洞の寄付によって賄われ、103,000円が国庫補助、残りが県補助と市費で賄われた。

## 参考資料
- 久山田ダム - ダム便覧
- 中島工学博士記念事業会 『日本水道史』（原著1927年）
  - 中島工学博士記念事業会『日本水道史 第三編 上水道の施設（其二）』（PDF）（原著1927年）、571-573頁。2013年4月20日閲覧。
  - 中島工学博士記念事業会『日本水道史 付図 第二 上水道附図』（PDF）（原著1927年）。2013年4月20日閲覧。
- “尾道市地域水道ビジョン” (PDF).   尾道市水道局. 2013年4月20日閲覧。

## 関連事項
- 日本の人造湖一覧
- 日本の重力式ダム一覧